# 毛利就兼
毛利 就兼（もうり なりかね／たかかね）は、長州藩一門家老である吉敷毛利家の8代当主。
諱の「就」の字は叔父（父・広定の実弟）で長州藩主の毛利重就から授けられたもので、重就が読みを変えた際には就兼もこれに倣って「たかかね」に読みを改めている。

## 生涯
宝暦7年（1757年）、一門右田毛利家の毛利広定の次男として生まれる。安永2年（1774年）、養父毛利就将の隠居により家督を相続する。儒学者片山鳳翩に師事し、その助言を受けた。寛政3年（1791年）1月、実兄毛利就任の後任として当職（国家老・執政）となる。藩財政の改善のため、藩士に半知の馳走米（減知）を課そうとし、藩主毛利治親に止められる。同年、藩主治親が死去し、その葬儀と新藩主斉房の家督相続のため江戸に下り、その帰途12月3日に没する。享年35。家督は就任の次男の房直が婿養子となって相続した。